# Les Fausses Pudeurs
Pour les articles homonymes, voir Mom and Dad.
Pour plus de détails, voir Fiche technique et Distribution.
Les Fausses Pudeurs (Mom and Dad) est un film américain réalisé par William Beaudine et sorti en 1945 aux États-Unis. Depuis 2005, le film est inscrit au National Film Registry.

## Synopsis
Parce que ses parents refusent de lui parler de l'hygiène sexuelle, une étudiante tombe enceinte de son petit ami. Ses parents se sentent responsable, et le professeur d'éducation sexuelle se sert de cette occasion pour montrer à ses élèves un film sur les dangers des relations et sur la naissance d'un bébé.

## Fiche technique
- Titre français : Les Fausses Pudeurs
- Titre original : Mom and Dad
- Réalisation : William Beaudine
- Scénario : Kroger Babb (en) et Mildred Horn (en)
- Musique : Dave Torbett
- Image : Marcel Le Picard
- Montage : Richard C. Currier et Lloyd Friedgen
- Décors : John Sturtevant (en)
- Producteurs : Kroger Babb (en) et J. S.  Jossey (en)
- Production et distribution : Hallmark Productions
- Langue : anglais
- Format : 1.37:1 - noir et blanc - mono
- Date de sortie : 3 janvier 1945

## Distribution
- June Carlson (en) : Joan Blake
- Lois Austin (es) : Sarah Blake
- George Eldredge (en) : Dan Blake
- Jimmy Clark : Dave Blake
- Hardie Albright : Carl Blackburn
- Bob Lowell : Jack Griffith
- Willa Pearl Curtis (en) : Junella
- Jimmy Zahner : Allen Curtis
- Jane Isbell (en) : Mary Lou Gardner
- Robert Filmer : Superintendant McMann
- Forrest Taylor : Dr John D. Ashley
- John Hamilton : Dr Burnell
- Virginia Vane : Virginia Van